# Блок-Пост 149 км
Блок-Пост 149 км, Блок-Пост 149-й Километр — населённый пункт (тип: блок-пост) при блок-посте (тип раздельного пункта железных дорог) 149 километр в Юргинском районе Кемеровской области России. Входит в состав Юргинского сельского поселения. Население 13 человек (2010), 100 % из них — русские (2002) .

## География
Деревня находится в северо-западной части Кемеровской области. Улица одна — Луговая.
Абсолютная высота — 189 метров над уровнем моря. Расположен в западной части Юргинского железнодорожного узла.

## История
Населённый пункт возник для рабочих, обслуживающий блок-пост (блокпост), раздельный пункт на железной дороге, не имеющий путевого развития на линиях с полуавтоматической блокировкой и предназначенный для увеличения пропускной способности за счёт деления межстанционного перегона на два межпостовых.

## Население
| 2010 |
| ---- |
| 13   |

### Национальный и гендерный состав
По данным Всероссийской переписи населения 2010 года в численность населения составляла 13 человек (7 мужчин и 6 женщин, 53,8 и 46,2 %% соответственно).
Согласно результатам переписи 2002 года, в национальной структуре населения русские составляли 100 % из 24 чел.

## Инфраструктура
Объекты инфраструктуры железной дороги.

## Транспорт
Железная дорога. Просёлочные дороги.